# Agustín Agüeros y de la Portilla
Agustín Agüeros y de la Portilla (Ciudad de México, 1883-Ibídem, 1917) fue un periodista y escritor mexicano.

## Biografía
Nació en la Ciudad de México en 1883, siendo hijo del escritor y académico Victoriano Agüeros. Como periodista dirigió El tiempo Ilustrado, El Tiempo Literario Ilustrado y El Semanario Ilustrado. Fue autor de los libros: El periodismo en México durante la dominación española: notas históricas, biográficas y bibliográficas (1910), y El gobierno del 2o. conde de Revillagigedo en Nueva España: sus antecedentes y algunas consideraciones generales (1911). Falleció en la Ciudad de México en 1917.

## Publicaciones seleccionadas

### Libros
- Agüeros de la Portilla, Agustín (1910). El periodismo en México durante la dominación española notas históricas, biográficas y bibliográficas. Imp. del Museo N. de arqueología, historia y etnología.
- Agüeros de la Portilla, Agustín (1911). El gobierno del 2o. conde de Revillagigedo en Nueva España sus antecedentes y algunas consideraciones generales. Universidad de Texas.